# ミッキー・ウォード
ジョージ・マイケル・'ミッキー'・ウォード・ジュニア（George Michael "Micky" Ward, Jr.、1965年10月4日 - ）は、アメリカ合衆国の元プロボクサー。アイルランド系アメリカ人。

## 来歴
マサチューセッツ州ローウェルで生まれ、非常に貧しい家庭の中で育ったウォードは、早くからボクシングに打ち込み、アマチュアでの実績を積んでいった。1985年6月13日にプロとしてデビューし、そこから14連勝を飾る。勢いに乗ってUSBAやIBFインターコンチネンタルなどの地域タイトルに挑戦するもいずれも敗退。この時期に負けが込んだため引退を考え、1991年から3年ほどリングから遠ざかった。
ボクシングから遠ざかっていた時期に道路舗装の仕事などで金を稼ぎ、古傷であった右拳の手術を受けた。そして、麻薬中毒者で刑務所から釈放されたばかりの元ボクサーの異父兄ディッキー・エクランドから説得されるとボクシング復帰を決意した。
1994年、再起後9連勝を飾る。マイナー団体ながらタイトルも獲得し、世界ランカーに浮上する。
1997年8月9日、再起から3年で念願の世界初挑戦が実現。相手はIBF世界スーパーライト級王者ヴィンス・フィリップスであった。しかし3RドクターストップによるTKO負けで王座獲得ならず。結局これが最初で最後の世界挑戦となった。
世界挑戦失敗後もリングに上がり続け、約1年後の試合ではザブ・ジュダーに敗れるも、レジー・グリーンに勝利したり、元世界王者ジェシー・ジェームズ・レイハに善戦したりするなど戦う意欲は衰えず、2001年7月13日のエマニュエル・オーガスツとのノンタイトル10回戦が2001年のリングマガジン ファイト・オブ・ザ・イヤーに選出された。そして2002年5月18日には元世界王者のアルツロ・ガッティとの試合が組まれた。ウォードとガッティの試合は連続3回行われ、初戦はウォードが、2・3戦はガッティが勝利したが、いずれも熱戦となった。ウォードはこの3試合目を最後に現役を退いた。

## アルツロ・ガッティとの3連戦
ミッキー・ウォードの名前を一躍世間に知らしめたのは2002年5月18日に行われたアルツロ・ガッティとのスーパーライト級ノンタイトル10回戦であった。ガッティは元世界王者、しかも派手な打ち合いを好む好戦的なファイターであったが、両選手共に試合後病院へ担ぎ込まれるほどの激闘となった試合の勝敗は判定に持ち込まれ、2-0でウォードが勝利し、この試合は2002年のリングマガジン ファイト・オブ・ザ・イヤーに選出された。

### リターンマッチ・ラバーマッチ
両者の再戦は同年11月23日に実現した。2戦目はガッティがボディ攻撃を中心にウォードを上手く攻め、3Rには強烈な左フックでダウンを奪う。何とか立ち上がるも一方的に攻められストップ負け寸前に陥ったが、驚異の粘りでこのラウンドを持ちこたえた。試合は第一戦に負けない白熱した展開となったが、ガッティが大差の判定で勝利した。
1勝1敗となった両者のラバーマッチは2003年6月7日に行われた。試合はガッティが序盤から攻勢に出るが、途中拳を負傷して手数が減る。しかし両者ともいつものように一歩も引かない打ち合いに応じた。第6R、このラウンド劣勢に立たされていたウォードだが、ガッティの隙を逃さずダウンを奪う。この瞬間観客は大いに盛り上がった。この試合も最後まで打ち合った末、判定でガッティが勝利を収めた。この試合の後、ウォードは前々から決めていた現役引退を公式に発表した。この試合も2003年のリングマガジン ファイト・オブ・ザ・イヤーに選出され、ウォードは3年連続でリングマガジン ファイト・オブ・ザ・イヤーに選出されることとなった。

## 引退後

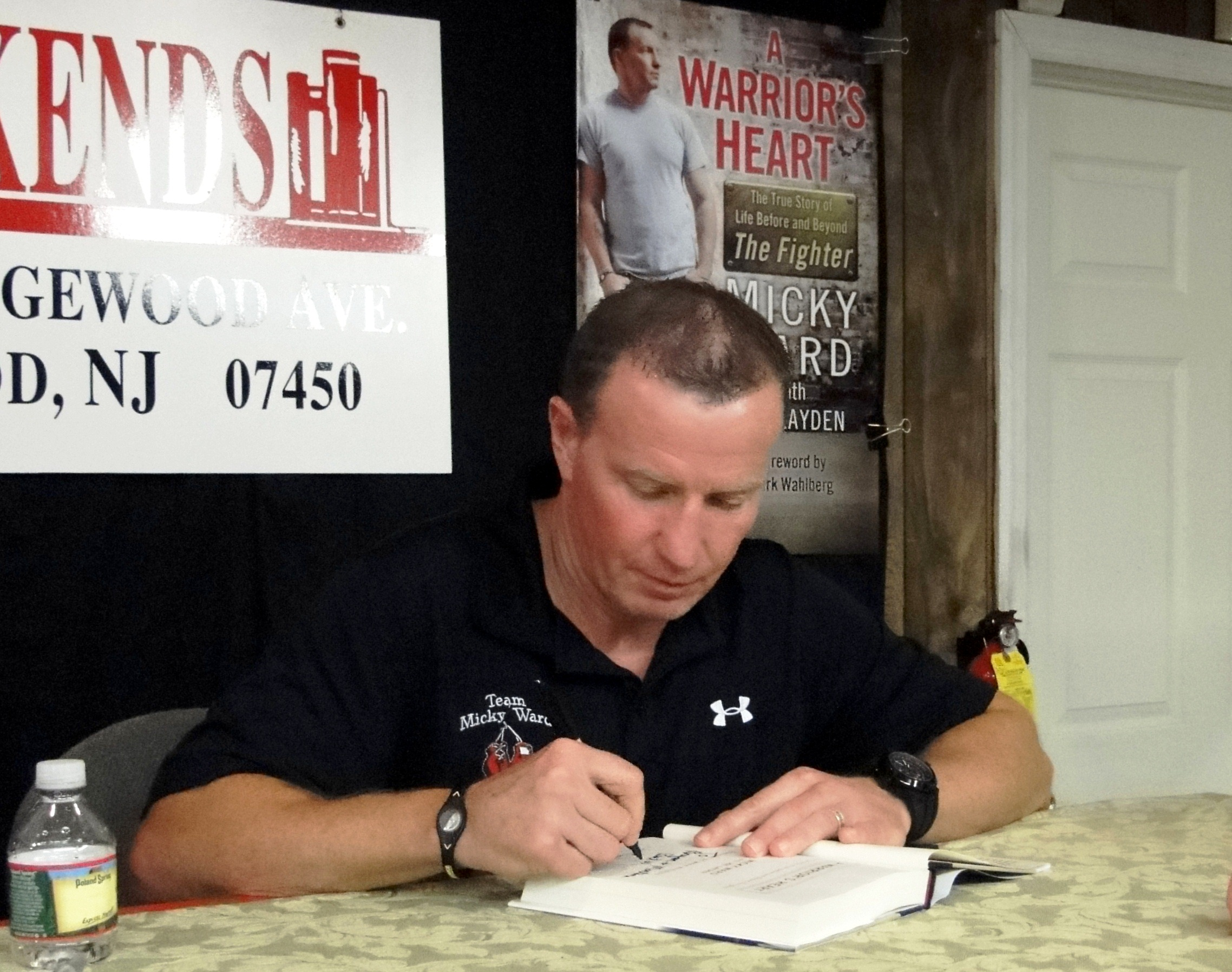
2012年5月に刊行された自伝の出版記念サイン会でのウォード（ニュージャージー州にて）

ウォードは引退後、激闘を通じて友人となったガッティのトレーナーを務めたこともあった。また、2010年にウォードの半生を映画化した作品『ザ・ファイター』が製作され、マーク・ウォールバーグがウォードを演じた。
現在はマサチューセッツ州ローウェルで暮らし、トラックの運転手で生計を立てており、ジムと屋外ホッケーリンクの一部を共同所有している。
2020年のインタビューで、現役引退後の2006年頃に慢性外傷性脳症と診断を受ていた事を告白。短期記憶障害と衝動性疾患の問題を抱えていて、週に3〜5日は夜中に酷い頭痛と吐き気で目を覚まし、鎮痛剤を飲んでいる生活を続けていると語っている。

## 獲得タイトル
- WBU世界スーパーライト級王座
- WBUインターコンチネンタルスーパーライト級王座